# Рыбкин, Дмитрий Михайлович
Дмитрий Михайлович Рыбкин (род. 6 августа 1988, Ноглики, Сахалинская область) — российский футболист, игрок в пляжный футбол. Полузащитник.

## Биография
Начинал играть в «Нефтянике» Ноглики. Три месяца провёл в интернате «Ротора» Волгоград, затем шесть лет — в интернате московского «Спартака». Играл во втором дивизионе за «Зеленоград» (2007, три матча) и «Волочанин-Ратмир» Вышний Волочёк (2009, 14 матчей, один гол). В большинстве игр выходил на замену в конце второго тайма. Четыре игры в августе — сентябре 2009 начинал в стартовом составе, в гостевом матче против «Пскова-747» на 52-й минуте забил гол и был удалён, получив вторую жёлтую карточку. В третьем дивизионе (первенстве КФК/ЛФЛ) играл за молодёжную команду «Спартака» (2006, 20 игр, 8 голов), «Зеленоград-2» (2007), «Зенит» Москва (2007—2008, 2013, 2016—2017), «Олимп» Фрязино (2010, 8 матчей).
В пляжном футболе в 2012—2013 годах играл за «Динамо» Москва. Провёл шесть матчей в чемпионате России, один матч в Кубке России, 11 — в чемпионате Москвы.
Детский тренер-преподаватель.